# Herdade e Palácio de Rio Frio
A Herdade e Palácio de Rio Frio estão localizados na freguesia de Pinhal Novo, município de Palmela, constituindo um dos melhores exemplares de arquitectura / urbanismo de finais do século XIX e do início do século XX.

O palácio de Rio Frio.

O palácio, projecto do arquiteto José Luís Monteiro, encontra-se decorado com azulejos de Jorge Colaço, inspirados em temas agrícolas e vitivinícolas da herdade.
O Núcleo da Herdade de Rio Frio inclui residências de trabalhadores, escola de 1.º ciclo, capela, cavalariças e picadeiro, adegas e sociedade recreativa.

A herdade de Rio Frio.

Esta herdade - latifúndio meridional, originalmente composto por 50 000 ha e terrenos em redor da mesma - está marcada por tradições de inovação tecnológica a nível agrícola, que remontam ao século XIX, personificadas na figura de José Maria dos Santos.